# ستيفن إل. جوردن
ستيفن إل. جوردن (بالإنجليزية: Steven L. Jordan)‏ هو عسكري أمريكي، ولد في 1956 في داكوتا الجنوبية في الولايات المتحدة.